# Parallelomma paradis
Parallelomma paradis är en tvåvingeart som beskrevs av Erich Martin Hering 1923. Parallelomma paradis ingår i släktet Parallelomma och familjen kolvflugor. Inga underarter finns listade i Catalogue of Life.